# Grand Tour a Siracusa

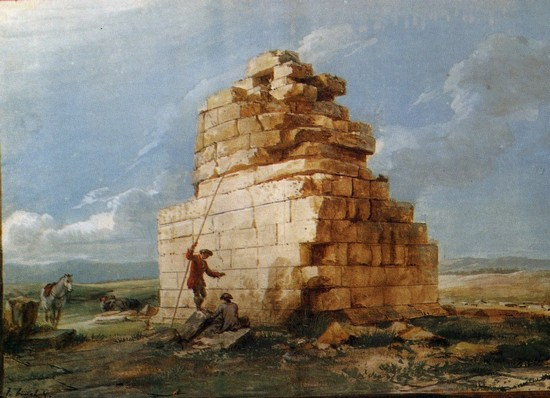
I resti della Guglia di Marcello; uno dei monumenti siracusani ritratti dal viaggiatore Jean-Pierre Houël nel Settecento

Nel corso del XVIII secolo, e in maniera ancor maggiore nel XIX secolo, grazie alla riscoperta delle arti classiche anche la Sicilia divenne meta di avventurosi viaggi da parte di studiosi e artisti d'ogni parte d'Europa. Viaggiare in questa terra, in particolare, aveva un gusto ancor più avvincente, perché le difficoltà di spostamento e i rischi alla propria incolumità si frapponevano alla bellezza e alla maestosità dei monumenti antichi.
Siracusa, in quanto antica potenza greca rappresentava una meta obbligata per coloro che giungevano in Sicilia. Il Grand Tour dell'isola comprendeva le città principali come: Messina, Catania, Taormina, Agrigento, Palermo, Cefalù, Monreale nonché la scalata dell'Etna.

## Il contesto

### La riscoperta
L'Ottocento fu tra le altre cose il secolo chiave del Grand Tour per i siciliani: il viaggio compiuto da europei benestanti che desideravano scoprire i più antichi luoghi del continente. Siracusa, in quanto città dalle forti e millenarie radici (la sua fondazione risale all'VIII sec. a.C.), attirava la maggior parte dei viaggiatori che si spingevano fino in Sicilia, pur tra grandi difficoltà. Infatti l'isola non era semplice da visitare, poiché mancava quasi del tutto di strade e di luoghi di ristoro; tuttavia ciò non doveva sorprendere più di tanto, considerando che i siciliani non erano abituati ai turisti, specialmente città-fortezze come Siracusa, la quale dal 1500 al 1700 non aveva avuto praticamente rapporti con il mondo esterno, eccettuati gli spagnoli che la presidiavano e i cavalieri di Malta, stretti alleati della Spagna, che ne frequentavano assiduamente il porto (il suo commercio marino era invece stato stroncato per volere della corona iberica quando incominciò la secolare guerra contro l'Impero ottomano). Si può quindi affermare con certezza che in Sicilia, e a Siracusa, il Grand Tour giunse molto tardi rispetto al resto d'Europa (dove le prime esperienze di viaggio di piacere erano incominciate già nel lontano 1400): fino al XVIII secolo erano rarissimi i viaggiatori stranieri che decidevano di recarsi oltre il confine di Roma oppure di Napoli, per cui la Sicilia era immaginata come una terra misteriosa; del tutto sconosciuta: «Hic sunt leones, che significava: qui non sappiamo che cosa ci sia perché nessuno ci è andato» ha scritto una studiosa odierna trattando in maniera approfondita della scoperta della Sicilia da parte dei viaggiatori stranieri.
La nebbia si dissolse con l'avvento e la diffusione dell'illuminismo nel Settecento: si riscoprirono e si esaltarono gli antichi testi greci, romani, bizantini, che divennero una base solida per la cultura degli uomini del tempo; e con essi saltò fuori la storia della Sicilia classica. In tale contesto Siracusa - che fu tra le più grandi capitali di quel mondo antico - divenne terra agognata dai viaggiatori, che volevano vedere che fine avesse fatto dopo il trascorrere di così tanti secoli per loro silenziosi:
La Russia scoprì allora la lontana Siracusa, vedendola come un luogo dove grazie al clima potevano accadere persino miracoli: è il caso del testo russo I fratelli Karamazov, scritto da Fëdor Dostoevskij e ambientato nell'Impero dello zar del 1800, nel quale si legge che per salvare il figlio malato di un militare imperiale si consigliava a costui di condurlo subito a Siracusa, dove il clima mite avrebbe potuto guarirlo. Cominciarono a fioccare, specialmente grazie alla Francia illuministica, prove su prove dell'illustre passato siracusano fatto di re e tiranni, i quali venivano adesso paragonati ai sovrani del secolo corrente: ad esempio, i rivoluzionari francesi del 1789, presto in guerra contro l'intera Europa, identificarono il re di Sardegna e il re di Napoli con coloro che tennero lo scettro aretuseo, 
esortando e incitando i propri connazionali a sconfiggere un novello "re di Siracusa e spedirlo esiliato a Corinto" (giocando con la nota storia greca dell'Europa); lo stesso Napoleone Bonaparte si destreggiò tra gli scritti dell'Antica Siracusa, paragonandosi egli pure a uno dei suoi personaggi più illustri (scelse Dione, discepolo di Platone).

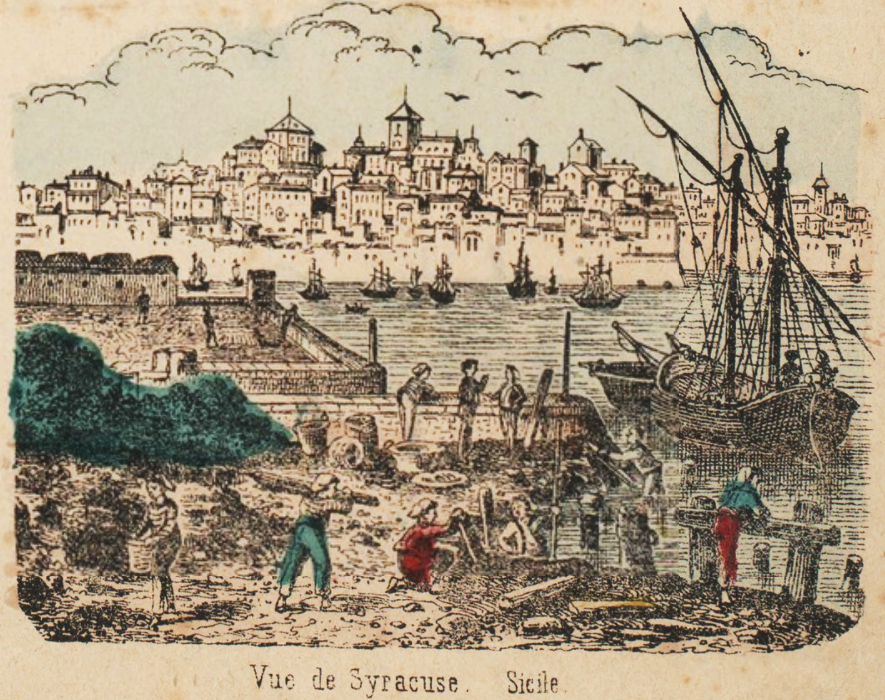
Raffigurazione della Siracusa ottocentesca data da un pittore francese

### Le prime impressioni
Così tra la seconda metà del Settecento e l'inizio dell'Ottocento, quando ormai gli studi a distanza erano abbastanza maturi, iniziarono a giungere i primi viaggiatori, soprattutto francesi e inglesi, che lasciarono alcune delle più importanti e pungenti testimonianze sulla città al tempo borbonico. La condanna fu pressoché unanime: la Siracusa moderna che si stagliava davanti ai loro occhi non era degna di indentificarsi nemmeno con l'ombra di quella antica. Tra i più crudi nei confronti del suo attuale stato va annoverato il viaggiatore scozzese Patrick Brydone, che con tali parole avvertì: «di tutti i luoghi squallidi incontrati finora, Siracusa è di gran lunga il più squallido». L'esploratore inglese George French Angas visitando la fonte Aretusa si lasciò sfuggire a voce alta un «O Syracuse, how art thou fallen!» («O Siracusa, come sei decaduta!») A giocare contro i siracusani vi era, tra l'altro, il confronto con l'enorme aspettativa che avevano i viaggiatori quando qui giungevano: costoro leggevano sui libri di grandi cose riguardo Siracusa e rimanevano inesorabilmente delusi quando si rendevano conto che la città-fortezza non poteva offrire loro tutte le vestigia e le tracce di un trascorso che era troppo distante nel tempo per una città come Siracusa, la quale era stata successivamente, e in maniera violenta, sconquassata e strapazzata da guerre e terremoti. Rende bene l'idea la testimonianza dell'apprezzato storico palermitano Domenico Scinà, che appena giunto nella città aretusea nel 1811 scrisse: 
Il famoso scrittore Alexandre Dumas (l'autore de I tre moschettieri e il Conte di Montecristo) lasciò una delle più articolate analisi di viaggio su Siracusa (egli conosceva filo e per segno tutta la storia arcaica di questo luogo) e rimase colpito in particolar modo dall'estrema povertà degli odierni siracusani; venendo in visita negli anni della restaurazione borbonica, di questo popolo egli osservò: «Les Syracusains sont familiarisés avec la misére» («I siracusani conoscono bene la miseria»). Non solo la fame; secondo il diario di fine settecento del polacco Julian Ursyn Niemcewicz i siracusani erano particolarmente esposti anche alle malattie: «gli abitanti portano qui addosso l'immagine della miseria e della malattia». Spesso i viaggiatori non riuscivano a comprendere o ad accettare lo stato dell'attuale Siracusa; Patrick Brydone trovava tutto ciò «inaccettabile»; L'americano Andrew Bigelow (autore di Travels in Malta and Sicily with Sketches of Gibraltar in 1827) affermò che il popolo di Siracusa era «indolente, non per elezione ma per necessità».
Anche la controversa Carolina di Brunswick, regina consorte del sovrano Giorgio IV del Regno Unito, in visita in Sicilia nel 1816, mentre si trovava in esilio, sotto la scorta delle navi inglesi, visitò Siracusa e la trovò con «ben poche attrazioni», ma fu rispettosa per la sua storia passata; in verità ella paragonava Siracusa alla vicina e ben più libera Catania, che vedeva di gran lunga superiore rispetto alla ristretta città-fortezza (Carolina di fatti risiederà in seguito per tre settimane a Catania, andando via velocemente da Siracusa). Nei suoi scritti però, la regina fece infine un'attenta valutazione dello stato siracusano, ed ella decise di imputarlo ai frequenti, potenti terremoti e alle devastanti conquiste qui perpetrate da numerosi popoli.

### I lati positivi e le nuove speranze

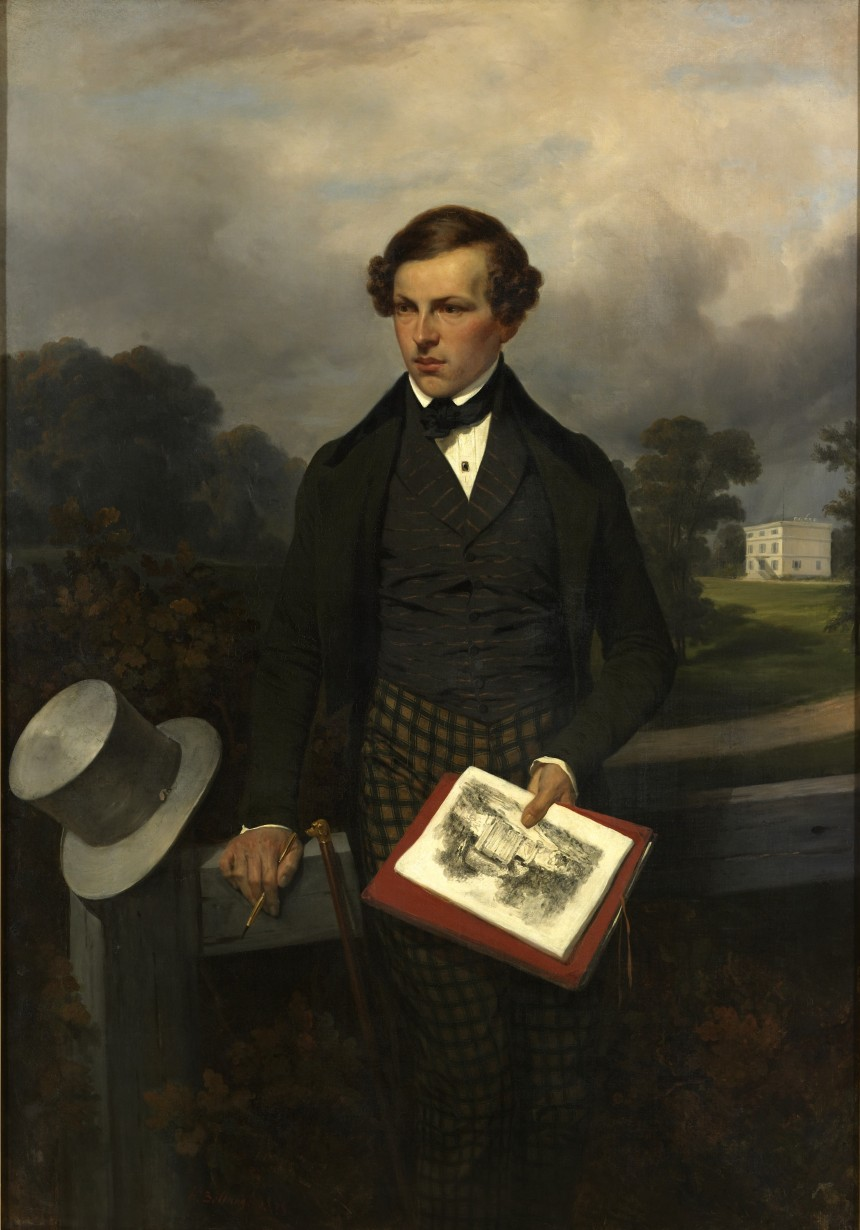
Il francese Guy de Maupassant, l'autore degli appassionati versi dedicati alla Venere siracusana

La visita a Siracusa rimaneva comunque un punto saldo per i viaggiatori, e molti di loro lasciarono testimonianze di affetto e calore rivolte ai siracusani. In tanti qui trovarono l'ispirazione artistica: il futuro direttore del museo del Louvre, Vivant Denon, incise i resti di numerosi monumenti aretusei, mentre Jean-Pierre Houël al Salon del Louvre vi espose i propri di quadri, raffiguranti anch'essi le rovine delle antiche Siracuse.
Per chi non pretendeva di ammirare monumenti colossali ancora intatti, Siracusa rappresentava uno scrigno colmo di tesori. Inoltre, quel che ancora di intatto veniva riportato alla luce, attirava la curiosità e l'elogio dei viaggiatori; come la Venere Landolina (che prese il nome da uno degli scopritori del papiro siracusano, Saverio Landolina): osservando questa statua, rinvenuta nel 1804, il francese Joseph-Antoine de Gourbillon asserì di stare tremando, poiché la pelle della Venere siracusana dava l'impressione di tremare anch'essa, essendo appena uscita dal Bagno (un suo modo per elogiare la bravura dell'antico scultore) Diversi altri noti personaggi la contemplarono, tra cui un altro francese, Guy de Maupassant, che ne lasciò la descrizione più ampia, stilizzando la statua come se fosse una donna in carne e ossa, della quale egli si disse inevitabilmente attratto.
I siracusani, da quando anche per loro era incominciato il Grand Tour, avevano stabilito una sorta di itinerario, che comprendeva tutto ciò che essi all'epoca conoscevano della loro illustre patria; di norma i viaggiatori rimanevano soddisfatti dal giro. Molti degli stranieri nutrivano inoltre numerose speranze per questa città: li cinico Brydone riteneva che Siracusa possedesse il porto più bello del Mediterraneo e ne desiderava il ripristino; discorso molto simile a quello dell'ammiraglio della Royal Navy, Cuthbert Collingwood, che vedeva nei siracusani un potenziale altissimo; se solo si potessero scuotere da quella loro indifferenza e disillusione che sembravano aver sviluppato a seguito di un governo che molto poco aveva pensato al loro bene fino a quel momento.

## I viaggiatori
Il viaggiatore del Settecento era un uomo che si spostava per ragioni varie, chi per interessi economici (un commerciante), un esponente del governo o un militare, ma in genere era un intellettuale o un artista che compiva un viaggio di apprendistato spinto dalla curiosità e da un certo spirito di avventura.
Viaggiare in Sicilia allora era assai complesso, richiedeva parecchio tempo e soldi, inoltre il viaggiatore si muniva di lettera di "raccomandazione" presso i nobili del luogo o i monasteri onde trovare rifugio e assistenza. Allora non esistevano dei veri e propri alberghi e i pochi luoghi di soggiorno erano poco raccomandabili. Così il viaggiatore si faceva spesso accompagnare nei luoghi da delle guide locali, in genere le personalità in vista.
A Siracusa uno di coloro che ebbero il piacere di aiutare i viaggiatori era il conte Cesare Gaetani, ma c'era anche Saverio Landolina e il vescovo Alagona.

### Abate di Saint-Non
Tra i primi a compiere un viaggio a Siracusa c'è Jean-Claude Richard de Saint-Non noto come abate di Saint-Non. Grazie al suo viaggio scriverà Voyage pittoresque ou Description des Royaumes de Naples et de Sicile dove riporterà le impressioni e una serie di disegni che diverranno delle stampe eseguite da importanti artisti dell'epoca.

### L'esploratore Pietro Della Valle
(Pietro Della Valle in  Viaggi di Pietro della Valle il Pellegrino descritti da lui medesimo in lettere familiari all'erudito suo amico Mario Schipano divisi in tre parti cioè: la Turchia, la Persia e l'India, vol. 2, 1843, p. 914.)

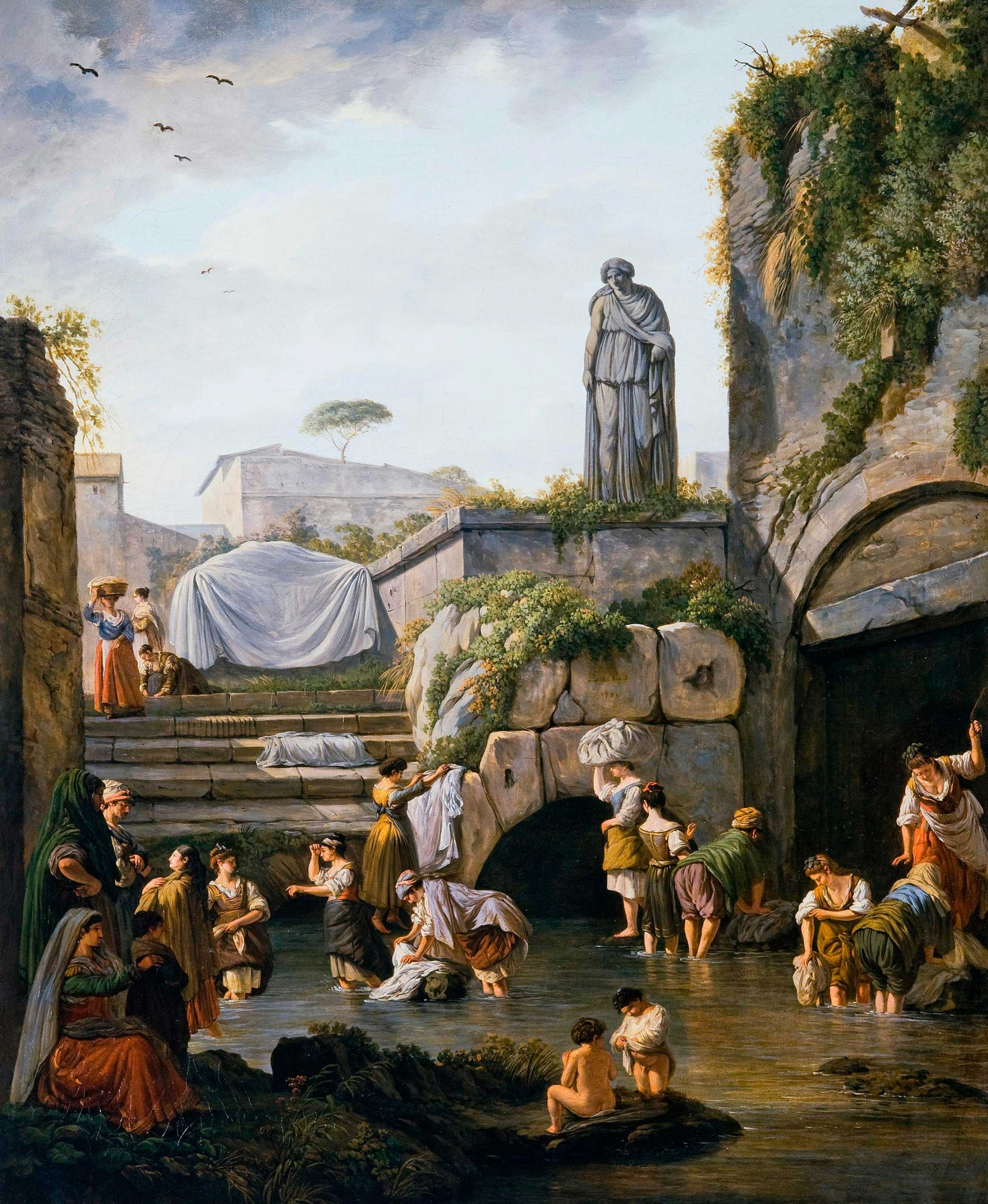
La fonte Aretusa così come la descrisse Pietro Della Valle: con le siracusane che tutti i giorni vi andavano a lavare i panni (l'incisione è di Abraham-Louis-Rodolphe Ducros, XVIII sec.)

L'esploratore romano Pietro Della Valle, dopo essere approdato nell'isola di Malta e lì forzatamente trattenuto (i cavalieri non volevano lasciarlo venire in Sicilia perché temevano che egli stesse portando la peste dall'Oriente), riuscì a sbarcare nel porto di Siracusa il 4 dicembre del 1625 (egli ne fu così sollevato, e al contempo così spaventato dall'esperienza maltese, che nella sua cronaca parlerà di «arrivo e mio salvamento in Siracusa»). 
Egli giunse sopra le galee di Malta che erano dirette a Messina: inizialmente non aveva intenzione di fermarsi a lungo, poiché voleva semplicemente approfittare della scesa in terra dei cavalieri (che solevano fermarsi a Siracusa per pranzare, cenare, dormire e rifornirsi di viveri, quando non vi erano emergenze) e andare a visitare un suo amico di vecchia data: il vescovo siracusano Paolo Faraone. Ma dato che Siracusa era una città che da decenni ormai viveva nell'isolamento più severo (come ebbe a lamentarsi Vincenzo Mirabella nei suoi scritti, la città soffriva il ruolo marginale che aveva nella società imperialistica, e la sua sola compagnia esterna era data da soldati e cavalieri giovanniti) quando i suoi abitanti (la fetta benestante) si accorsero della presenza esuberante dell'esploratore Pietro (che viaggiava con donne dai vestiti stravaganti, giungendo dall'Oriente, e con molta merce curiosa) non lo lasciarono andar via così presto. Alla fine egli rimase quasi due mesi interi.
Pietro Della Valle nella sua cronaca appuntò con molta abbondanza di particolari tutti i monumenti e i luoghi di Siracusa (descrisse pure la festa di Santa Lucia, lasciando una delle più antiche testimonianze su questo evento); ne rimase affascinato e al contempo non mancò di segnalare anche gli umori politici che vigevano in questa città: egli fu, ad esempio, testimone della notizia che i militari spagnoli passarono ai loro connazionali in città: l'Inghilterra aveva attaccato nuovamente la Spagna. I siracusani, come il resto della Sicilia, erano stati direttamente coinvolti nella guerra di Filippo II contro Elisabetta I, poiché venne mobilitato anche il loro porto quando la Spagna mise in piedi l'Invincibile Armata che nel 1588 aveva tentato l'invasione dell'isola nord-europea. Tra i due paesi non correva più buon sangue: gli inglesi, occultandosi dietro la pirateria, avevano incominciato a compromettere i possedimenti spagnoli nell'oceano Atlantico. 
Pietro poté inoltre constatare che tra la chiesa locale e i cavalieri di Malta non vi erano ottimi rapporti: i cavalieri pretendevano che ogni qual volta che essi scendessero a terra in città (sia per approvvigionarsi o per semplice diversione) il vescovo di Siracusa dovesse andare a salutarli, con gli onori del caso. Viceversa, il vescovo aretuseo era convinto che spettasse ai cavalieri giovanniti andare da lui e con il dovuto rispetto salutarlo. Non volendo nessuna delle due parti cedere, si era creato dell'attrito tra loro.

### Johann von Riedesel (1767)

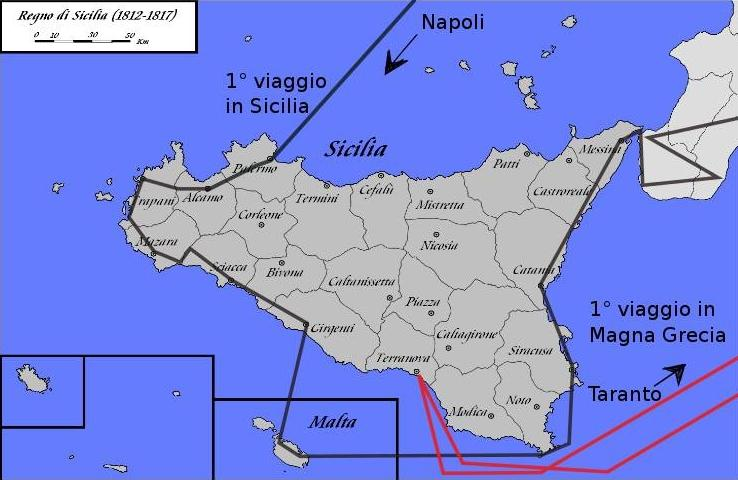
Itinerario del viaggio di von Riedesel in Sicilia

Johann Hermann von Riedesel (1740 – 1785) diplomatico tedesco, giunse a Siracusa il 26 aprile del 1767. Amante della cultura greca e dei monumenti antichi, rimase particolarmente deluso dalla città, dallo stato di conservazione delle vestigia e dalla gente: "Nulla ritrovai nella Siracusa attuale che corrispondesse alle idee che richiamava questo nome alla mia immaginazione." scrisse. Del suo viaggio stilò un resoconto epistolare a Winckelmann (1771), il Viaggio attraverso la Sicilia e la Magna Grecia. Quest'opera diverrà talmente famosa da influenzare Goethe che scelse di non passare da Siracusa sia a causa di una pestilenza sia per le descrizioni poco esaltate di Riedesel. Egli, proprio come successivamente fece Jean Houel, fu accompagnato dal conte Cesare Gaetani per visitare alcuni monumenti tra cui il teatro greco della città.

### Patrick Brydone (1770)
Patrick Brydone (1736 – 1818) fu uno scienziato inglese che assieme all'ambasciatore della Gran Bretagna, Sir Hamilton, giunse in Sicilia nel 1770. Egli fraternizzò con la nobiltà locale evitando contatti col popolo che considerava troppo rozzo e feroce. Nel 1773 pubblica la sua opera A tour trough Sicily and Malta (Viaggio in Sicilia e Malta) in cui descrive i pettegolezzi dei nobili, le contraddizioni della Chiesa e i vari monumenti. Brydone ottenne la protezione di Cesare Gaetani.

### Michel-Jean Borch (1776)
Michel-Jean Borch (1753 – 1810), naturalista polacco, visitò Siracusa dopo la lettura di Brydone. Grazie a questo viaggio si accorse dei molti errori compiuti dal viaggiatore, perciò decise di scrivere un libro correggendo gli errori del suo predecessore a seguito di un viaggio in Sicilia. Ad esempio fa notare che Brydone aveva parlato della Pentapoli dimenticando poi la quinta città di Siracusa che egli identifica con la fortezza del Plemmirio. A Siracusa soggiornò dal 18 al 23 dicembre del 1776.

### Jean Houël (1770/7)

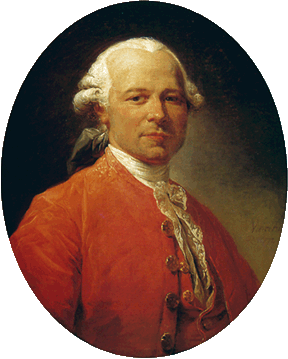
Ritratto houel

Jean-Pierre Houël (1735 – 1813) visitò due volte Siracusa, la prima volta nel 1770 per una breve periodo, la seconda volta nel 1777. Proveniente dal ragusano percorse la strada tra Noto, Eloro e Avola giungendo a Siracusa il 24 marzo restando sino al 10 maggio dello stesso anno. Proseguì alla volta di Catania, ma, a fine mese, decise di ritornare per assistere alla grandiosa festa del Corpus Domini; l'8 giugno, dopo un giro nei dintorni, arrivò alla città.
Come era usanza, all'epoca in mancanza di alberghi e strutture adeguate, ci si riferiva alle figure più in vista delle città per chiedere ospitalità e protezione. Nel primo viaggio del 1770 la lettera dell'ambasciatore britannico al conte Cesare Gaetani riporta: «[...] Houël è un pittore di gran merito ed è degno di qualunque assistenza si compiacerà V.ra Ecc.za di dargli a mio riguardo, è come si propone di prendere disegni delle principali vedute della Sicilia, accordandogli la vostra protezione...» Poco dopo anche William Hamilton scrive una lettera dello stesso tono a Gaetani raccomandando: «Glover, Fullerton e Brydone, Patriotti ed amici miei» cui fa seguito un ringraziamento per l'accoglienza ai compatrioti e al pittore Houël. Per il secondo viaggio Houël cerca finanziamenti ottenuti dal governo francese e si documenta leggendo gli autori classici quali: Diodoro Siculo, Plinio, Strabone, Tucidide e Cicerone. Ma legge anche Tommaso Fazello, Cluverio, D'Orville, Mirabella. Successivamente pubblicherà Voyage pittoresque des isles de Sicile, de Malte et de Lipari. (1782-1787)

### Vivant Denon (1778)

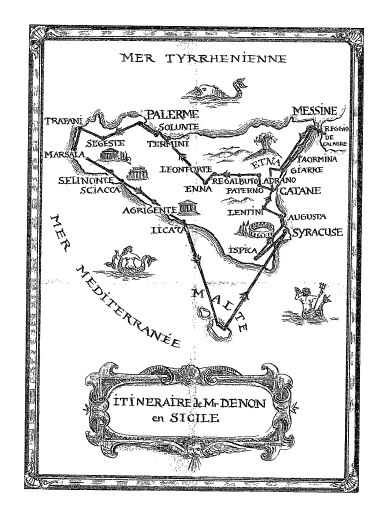
Itinerario del viaggio in Sicilia di Denon

Vivant Denon era uno scrittore, incisore, diplomatico e appassionato d'arte francese. Arriverà a Siracusa nel settembre del 1778 dopo un breve viaggio a Malta, ma è costretto a fermarsi 28 giorni presso un lazzaretto a causa della peste. 
(Dominique Vivant Denon, Voyage en Sicile, p. 186)
Era venuto con un seguito di studiosi per catalogare e disegnare le rovine avendo come supporto Saverio Landolina ma anche il vescovo Alagona. Subito dopo aver visitato la città, Denon visita la zona sud di Siracusa: Rosolini, cava d'Ispica e Noto, ma lo coglie un malessere e non sapendo a chi chiedere assistenza torna a Siracusa dove si rimette in forze. 
Tale viaggio determinerà nel 1788 la pubblicazione del suo Viaggio in Sicilia.

### Karl Friedrich Schinkel (1804)
Karl Friedrich Schinkel era un architetto tedesco non ancora famoso, lo diventerà successivamente grazie ad una serie di commissioni dove mostrerà tutte le sue capacità nella progettazione di edifici neoclassici e neogotici. Egli inoltre era un bravo disegnatore e pittore. Giungerà in Sicilia nel 1804 appena ventitreenne assieme l'architetto Gottfried Steinmeyer, il letterato Philipp Rehfues e il pittore Karl Gotthard Grass. A Siracusa visiterà  la Villa Tremilia, oggi in completo stato di abbandono, ma allora una florida tenuta abitata dall'inglese Gould Francis Leckie che sarà alla base di un suo progetto ideale la "Landhaus bei Syrakus" (Casa di campagna vicino a Siracusa) . Egli poi visiterà la città soffermandosi sugli aspetti tecnici dei vari monumenti in particolare  sulle latomie.

### August von Platen (1835)
August von Platen-Hallermünde giunse a Siracusa il 13 novembre 1835 dove soggiornò in una locanda a poco prezzo grazie al favore di Mario Landolina, figlio di Saverio Landolina. Non si hanno utili descrizioni della Siracusa dell'epoca, salvo aver annotato nel suo diario di un viaggio da Lentini a Siracusa piuttosto noioso e triste sino alla città. Egli morirà in una locanda di via Amalfitania alcuni giorni dopo a causa di una febbre.

### Guy de Maupassant (1885)
Lo scrittore francese arrivò a Siracusa nel 1885 lasciando una descrizione non troppo dettagliata dei suoi monumenti eccetto la Venere Landolina. Dopo aver visitato tutta la Sicilia, passò per la città aretusea da dove si imbarcò per Algeri nel giugno del 1885.

## La Siracusa dell'epoca
La Siracusa del Settecento è una città molto diversa da quella greca. Sin dalla conquista romana nel 212 a.C. la città aveva perduto progressivamente il suo ruolo e la sua importanza. Quando arrivano i musulmani nell'878 oltre a distruggerla e saccheggiarla determinano lo spostamento della capitale della Sicilia a Palermo. così diviene una città sempre più secondaria, perdendo anche il suo ruolo originario e divenendo sempre più una città fortificata. Dal 1516 con Carlo V d'Asburgo viene avviata un'intensa opera di fortificazione dell'isola di Ortigia con maestosi bastioni. Questa presenza "ingombrante" rimarrà tale sino all'abbattimento post unitario del 1880.
La città quindi si sviluppa solo su Ortigia ed è ben separata dalla terraferma dove restano alcuni nuclei abitati fuori dalle mura sorti attorno a delle chiese: il monastero dei cappuccini con le vicine latomie dei cappuccini, la basilica di Santa Lucia e quella di San Giovanni alle catacombe. I vari monumenti del quartiere Neapolis e Tiche erano in stato di abbandono e tutta la zona era coltivata o usata come pascolo. Il porto accoglieva poche navi militari e l'economia della città si basava soprattutto sull'agricoltura.
L'isola venne ricostruita dopo il disastroso terremoto del 1693 in stile barocco. Splendidi edifici ornavano le vie, proprio come oggi, tuttavia vi era il forte contrasto tra la nobiltà e il clero e la gente comune parecchio povera. Tuttavia iniziò nella metà del Settecento un lento risveglio dell'interesse verso il passato, determinando l'arrivo di molti viaggiatori e di intellettuali che avviarono degli studi per la riscoperta degli antichi monumenti.

### Le impressioni dei viaggiatori
Brydone quando arriva a Siracusa esordisce scrivendo: "Questa città orgogliosa, che gareggiava con Roma adesso è ridotta in un cumulo di spazzatura." Al termine del suo racconto i toni sono di grande disappunto: 
(Patrick Brydone, A tour trough Sicily and Malta)
A questo stato di miseria Brydone ricorda il contrasto con la storia passata, per una città che aveva raggiunto dei livelli di potenza e ricchezza che si fatica a comparare con lo stato a cui era ridotta.

Anche De Borch si sofferma sul contrasto tra il presente miserabile e il passato glorioso della città: 
(Michel-Jean Borch, Lettres sur la Sicile et sur l'île de Malthe, de Monsieur le comte de Borch ... à m. le C. de N)
 Egli però parla molto bene della Malvasia di Siracusa un vino su cui spenderà molte parole di elogio.
(Michel-Jean Borch, Lettres sur la Sicile et sur l'île de Malthe, de Monsieur le comte de Borch ... à m. le C. de N)
 von Riedesel si sofferma spesso sulle coltivazioni di canna da zucchero, abbondanti nella zona di Avola e Melilli. Egli notava come il commercio di questi prodotti fosse molto più arretrato rispetto alle tecniche messe in campo dagli olandesi. Riguardo alla città aggiunge una nota di costume curiosa: 
(von Riedesel, Viaggio attraverso la Sicilia e la Magna Grecia)

Schinkel utilizza queste parole per descrivere il suo primo impatto con la città: 

## I luoghi di Siracusa

### Tempio di Apollo
All'epoca del grand tour non si sapeva ancora a chi fosse dedicato il tempio di Apollo perché esso risultava inglobato tra le mura delle abitazioni circostanti. Infatti l'attuale stato risale alle demolizioni eseguite in epoca fascista. Così Houel chiama questo monumento tempio di Diana, scrivendo che di esso restano solo due o tre colonne incluse nelle abitazioni private di via Resalibera (tuttora esistente in Ortigia). Aggiunge anche che parte delle colonne sono visibili all'interno della casa di un notaio e nella casa adiacente. Ed è grazie a questa "invasione" che le colonne si sono preservate.

La stessa visita viene eseguita da Vivant Denon che ne da una sua descrizione: 
(Dominique Vivant Denon, Voyage en Sicile, p. 163)

### Fonte Aretusa

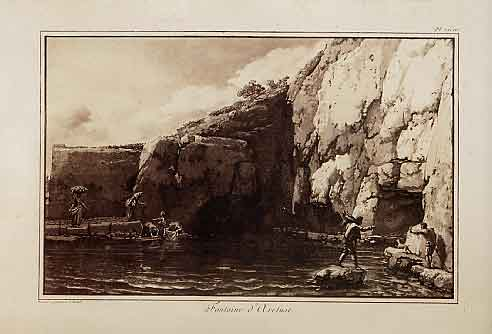
Fonte Aretusa - Houel acquatinta del 1785

von Riedesel dimostra di avere un completo senso di delusione per questo monumento. Le parole del suo diario saranno quanto mai negative: 
(von Riedesel, Viaggio attraverso la Sicilia e la Magna Grecia)

Brydone, come gli altri viaggiatori descrive il mito (stupendosi del fatto che resista ai secoli) e ironizza sulla presenza delle donne presso la fonte: 
(Patrick Brydone, A tour trough Sicily and Malta)
Jean Houel ci dice che il punto in cui egli vedeva sgorgare l'acqua dalla roccia non era il medesimo da cui usciva un tempo, basandosi sulle descrizioni storiche del Mirabella. Aggiunge inoltre che le acque non risultavano essere potabili e avevano un gusto sgradevole, attribuendo questa caratteristica a uno sconvolgimento interno delle rocce a causa dei terremoti. Aggiunge tuttavia che un tempo le acque erano migliori perché al tempo dei romani la fonte era ricca di pesci.

Vivant Denon aggiunge altri elementi nella descrizione del luogo, assai diverso da quello che oggi conosciamo. Egli per esempio ci parla delle concerie(oggi presenti nei sotterranei di alcuni edifici limitrofi alla fonte). Inoltre descrive il luogo parlando di resti di epoca romana oggi non più visibili: 
(Dominique Vivant Denon, Voyage en Sicile, p. 162)

### Le mure dionigiane
Brydone da una descrizione generica delle mura di Siracusa scrivendo solo: 
(Patrick Brydone, A tour trough Sicily and Malta)

Provenendo da nord Jean Houël nel 1777 vide i pochi resti delle mura che cingevano per tutta la sua estensione. Ormai il prelievo per il riutilizzo era già avvenuto da diverso tempo e ciò che restava era davvero poco. La descrizione fa supporre che egli abbia visitato anche le rovine del Castello Eurialo, dato che parla di tunnel. 
Allontanandosi da questo luogo che porta il nome antico di Epipoli, le vestigia diventano più rare. Si vedono soltanto grandi porzioni di mura doppie affiancate da torri che formavano la cinta della città e che abbracciavano la roccia piana appena descritta. Ho tracciato, seguendo il Mirabella, la lunghezza di queste mura per farne vedere l'antico circuito.»

Vivant Denon osserva le tracce delle mura percorrendo il percorso che oggi è possibile fare sulla Pista ciclabile, partendo dallo scoglio dei due Frati arriva sino all'insenatura posta accanto alla tonnara di Santa Panagia in cui ancora oggi diventano evidenti le tracce delle fortificazioni. 
(Dominique Vivant Denon, Voyage en Sicilie, p. 183)
Avendo quel giorno eseguito il giro del quartiere Acradina concluderà dicendo che le dimensioni delle mura sono paragonabili a quelle della Parigi di allora.

### Teatro greco

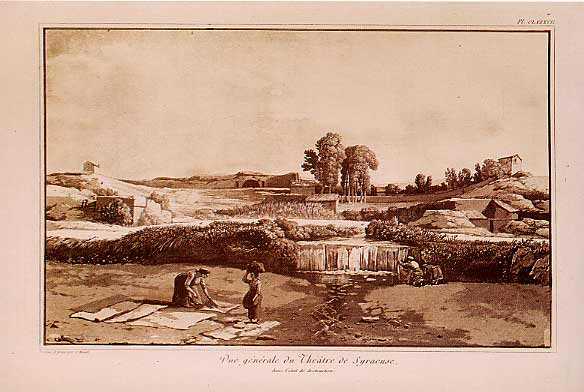
Teatro greco Siracusa Houel

Von Riesedel nel visitare il monumento ne rimarrà estasiato: 
(von Riedesel, Viaggio attraverso la Sicilia e la Magna Grecia)
 Egli inoltre si sofferma sulle dimensioni dei gradini e sulle iscrizioni ritrovate e interpretate dal Cesare Gaetani. Anche Riesedel, proprio come Houel poi descriverà la presenza dei mulini del galermi sulla cavea che avevamo parzialmente distrutto la gradinata e su cui erano convogliate le acque provenienti dal canale Galermi: di questa insensibilità verso l'antico infatti il pittore si lamenta. La presenza dell'acqua aveva creato molta vegetazione ma anche una cerca umidità che avrebbe portato refrigerio durante le giornate calde. Egli racconta inoltre che assieme a Saverio Landolina aveva scavato e frugato tra i gradini per trovare delle iscrizioni. 
La stampa raffigura il teatro sotto l'aspetto più noto, così che tutte le persone che l'hanno visto possono subito riconoscerlo. La veduta è molto fedele e niente è stato messo soppresso. Ho fatto attenzione a piazzare sia i muri moderni sia le case dei mugnai...»
Schinkel invece ce lo descrive così: 
 di cui esegue anche un disegno.

### Anfiteatro romano

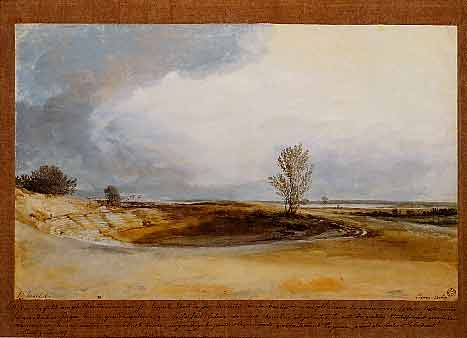
Veduta del piccolo anfiteatro di Siracusa, a più della metà della sua altezza. Jean Houel guazzo del 1777

Brydone non si sofferma troppo sul questo monumento, ne descrive più che altro la forma e ci dice che i gradini sono intatti, ciò significa che successivamente verranno smontati e riutilizzati.
(Patrick Brydone, A tour trough Sicily and Malta)
Quando Houel visita l'anfiteatro romano lo trova semisommerso dalla terra, ma con le rocce ben conservate. Racconta inoltre che era coperto da un campo di lattuga e per poter prendere delle misure precise fa eseguire degli scavi del monumento.

### Orecchio di Dionisio

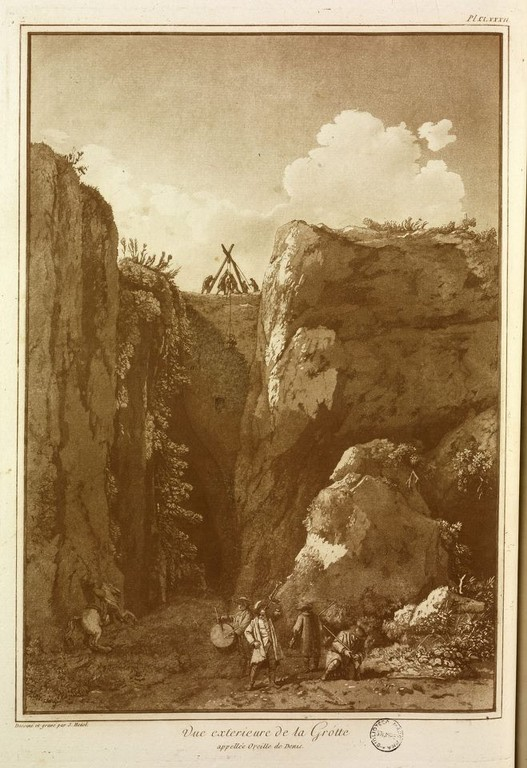
Le figure di questo quadro rappresentano uomini a piedi e a cavallo venuti a fare echeggiare questa grotta del suono dei tamburi, delle trombe e degli spari dei fucili.

Von Riesedel racconta la leggenda legata a questo posto aggiungendo un solo commento sul fatto che è ridicolo pensare all'ipotesi che la costruzione sia da imputare ad Archimede

Brydone si sofferma sulla leggenda di questo luogo e sull'eco che permetterebbe di distinguere le voci in maniera chiara. Ma nel contempo ne elogia la magnificenza: 
(Patrick Brydone, A tour trough Sicily and Malta)
La vista dell'Orecchio di Dioniso impressiona Jean Houel, perché oggi come ieri si verificava l'acustica della grotta:
Ma ciò che ha colpito il pittore è anche l'effetto luminoso della latomia: 
La luce, al pari del rumore, si ripercuote nelle cavità irregolari profonde rifrangendosi sulle rocce. Provoca gli occhi dello spettatore effetti simili a quelli prodotti sulle orecchie dal suono delle cose quando si perde in lontananza.
Provate a immaginare questi giochi di luce e l'intera varietà di colori che il sole, nel suo cammino, produce sulle rocce rese irregolari dalle spaccature: ci si accorgerà quanto sia interessante suggestivo un tale spettacolo agli occhi di un pittore sensibile.»
Houel ci informa anche che nella zona alcune grotte erano abitate da uomini che lavoravano il salnitro che rendevano alcune di esse come degli antri infernali per la presenza delle fornaci.
Vivant Denon visitando la grotta, volle verificare la veridicità della leggenda secondo cui Dionigi ascoltasse i discorsi dei prigionieri, ma comprese che la sovrapposizione di suoni rende l'ascolto del tutto confuso:
(Dominique Vivant Denon, Voyage en Sicilie, p. 174)

### Latomia dei Cappuccini

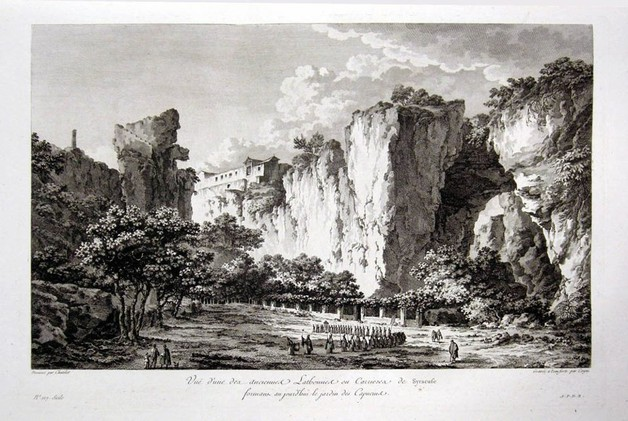
Incisione di Claude-Louis Châtelet del XVIII secolo

von Riedesel ci informa che in una delle rocce sono visibili delle parole greche, forse un passo di Sofocle o Euripide, ma di cui non è possibile leggerne il senso.
Patrick Brydone nel XVIII secolo ne fa la seguente descrizione:
(A tour through Sicily and Malta)

De Borch pur essendo un naturalista non pone neanche il sospetto che le latomie possano essere delle cave di pietra utilizzate in epoca greca, anzi pone persino un improbabile raffronto con le catacombe di Roma e Napoli ipotizzando un uso da parte dei primi cristiani. Molto interessante anche la descrizione di Vivant Denon il quale parla anche di un anfratto roccioso simile all'Orecchio di Dioniso ma di caratteristiche indubbiamente minori: 
A l'égard des habitants de ce jardin si extraordinaire, ils se contentent de compter chaque jour leurs oranges, et ce qu'ils pourront les vendre , sans jamais s'être avisés de lever les\ yeux pour savoir si la roche suspendue menace leur tête, ou de respirer l'odeur de la fleur d'orange.
J'y retrouvai une autre oreille de Denys , qui, moins bien faite , ou détruite ensuite par de nouvelles excavations, n'a pu acquérir aucune célébrité.»
Lì ho trovato un altro orecchio di Dionisio, che, meno ben fatto o distrutto da nuovi scavi, non poteva acquistare nessuna celebrità.»
(Dominique Vivant Denon, Voyage en Sicilie, p. 173)
Guy de Maupassant visiterà Siracusa nel 1885:

### Le Catacombe e il Miqwe

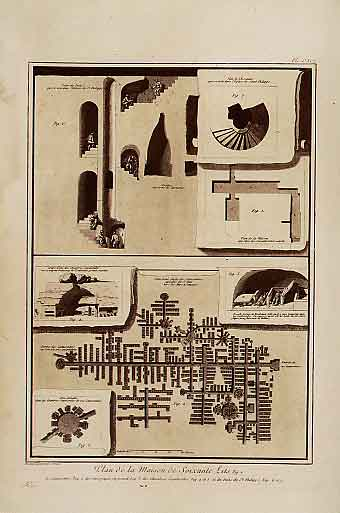
Catacombe Houel

Houel visita anche le catacombe di Siracusa dandone una descrizione generale essendo assai estese e variegate. Nell'immagine di riferimento mostra lo schema delle catacombe per come le aveva rappresentate il Mirabella, anche se Houel lo trova piuttosto impreciso. Oltre ad esso schematizza le inumazioni dei corpi. 

Nella stessa tavola rappresenta in alto il pozzo greco sotto la chiesa di San Filippo in Ortigia. Houel non comprende la sua funzione e lo paragona ad una delle strutture legate alle catacombe.

Vivant Denon descrive nel dettaglio quest'ultima struttura, mentre riguardo alle catacombe dice semplicemente che non sono "nulla di particolare": probabilmente si riferiva a delle catacombe secondarie o alle gallerie vicine al Miqwe. Infatti quando visita delle catacombe di San Giovanni il tono descrittivo è più enfatico: 
(Dominique Vivant Denon, Voyage en Sicilie, p. 180)
Nella parte finale della descrizione Denon sembra fare confusione con i monumenti greci. Le catacombe infatti, pur essendo un'opera grandiosa non furono scavate da schiavi e il loro utilizzo non era solo quello della sepoltura.

### Il duomo
Il contrasto tra lo stile barocco della facciata del Duomo e il rigore geometrico delle colonne doriche appena affioranti ai lati determinò un giudizio negativo in Brydone che così annota:
(Patrick Brydone, A tour through Sicily and Malta)

### Il Tempio di Zeus
Quando Jean Houel visitò Siracusa per la prima volta nel 1770, come scrive egli stesso, andò presso il Tempio di Zeus e ne fece un primo dipinto con l'Etna di sfondo. Allora vi erano per terra numerose colonne con i capitelli ma in piedi solo due. Dopo otto anni trovò dei cambiamenti che lo sconvolsero. I proprietari del campo, dei contadini, avevano distrutto sia le colonne che i capitelli frantumandoli e li avevano prelevati per costruire delle capanne liberando così il terreno, rendendolo più facilmente coltivabile. Vennero persino abbattuti degli alberi e per questa ragione il pittore dice che il sito è totalmente cambiato:

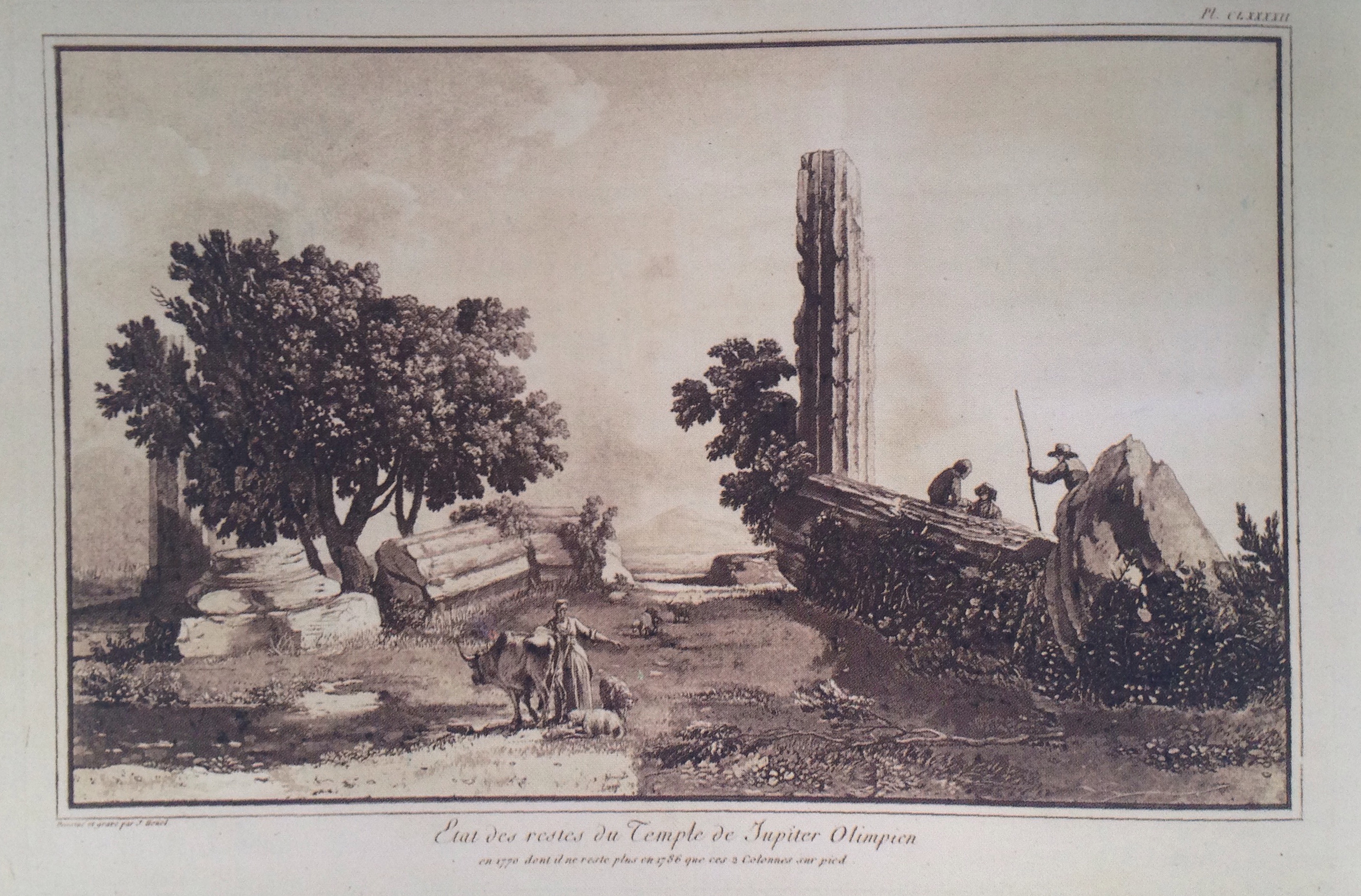
Jean Houel, Stato dei resti del tempio di Giove Olimpio nel 1770 di cui non ci sono più, nel 1786, che le due colonne in piedi (1785), acquatinta

Anche per questa ragione egli scrive con rammarico: 

Vivant Denon ci fornisce delle informazioni utili riguardo al luogo parlando della proprietà del terreno su cui sorgono e della distruzione delle colonne. 
(Dominique Vivant Denon, Voyage en Sicilie, p. 185)
Interessante è anche il fatto che per raggiungere questo luogo il pittore sia arrivato in barca, dapprima giungendo all'imboccatura dell'Anapo e poi arrivando sin sotto il tempio. Ciò perché l'area dei Pantanelli era in passato quasi sempre inondata.

### La fortificazioni spagnole
Risulta interessante la descrizione che Brydone fa delle fortificazioni spagnole della città. Egli si sofferma ovviamente sui bastioni che circondavano Ortigia rendendola una fortezza inespugnabile: 
(Patrick Brydone, A tour trough Sicily and Malta)
Ma se la fortificazione appare imponente ciò che stupisce il viaggiatore è il fatto che per quanto sia tutto predisposto alla difesa le feritoie che circondano l'isola sono prive di cannoni salvo quelli in uso per salutare le imbarcazioni in arrivo o in partenza. Trova ridicola la definizione di fortezza quando poi all'interno è presente solo una piccola batteria di difesa e i fossati di separazione sono pieni di imbarcazioni che si riparano da eventuali tempeste.

### Fiume Anapo
Vivant Denon visita sia l'Anapo che il Ciane. Venendo dal porto grande con una imbarcazione passa dalla foce, visita il tempio di Giove e subito dopo giunge sino alla fonte dove ne descrive il mito e si sofferma in particolare sulla pianta di papiro.
Maupassant dopo aver visitato la Venere Landolina si sposta in barca sul fiume Anapo descrivendo in termini letterari:

## I luoghi nei dintorni di Siracusa

### La guglia di Marcello

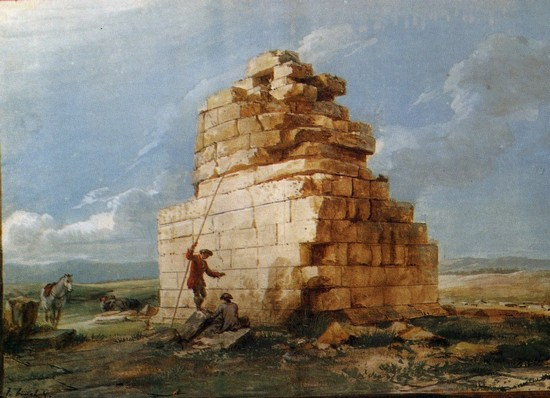
Jean Hoüel, Monumento trionfale a otto miglia di Siracusa, sulla strada per Augusta (guazzo del 1777)

Von Riesedel descrive così il monumento: 
(von Riedesel, Viaggio attraverso la Sicilia e la Magna Grecia)

Spostandosi da Lentini verso Siracusa (1777) Jean Houël vide lungo la strada principale ciò che restava del monumento: 
Questo monumento è una piramide ricurva elevata su un piedistallo quadrato, le cui facce sono larghe 17 piedi: la base di 24 pollici e si innalza per 16 piedi e sei pollici fin dal suolo fino oltre la copertura del piedistallo.
Le pietre sono unite perfettamente senza cemento né calce; ma non hanno una grana molto fine e non sono che un assemblaggio di piccole pietre cementate con la malta.
L'architetto immaginò di ricoprire completamente la superficie con diversi strati di calce molto dura il cui spessore è una linea e mezzo. Ne rimangono piccole quantità in più punti.»

Anche vivant Denon descrive questo monumento: 
(Dominique Vivant Denon, Voyage en Sicilie, p. 199)

### I Santoni di Palazzolo Acreide

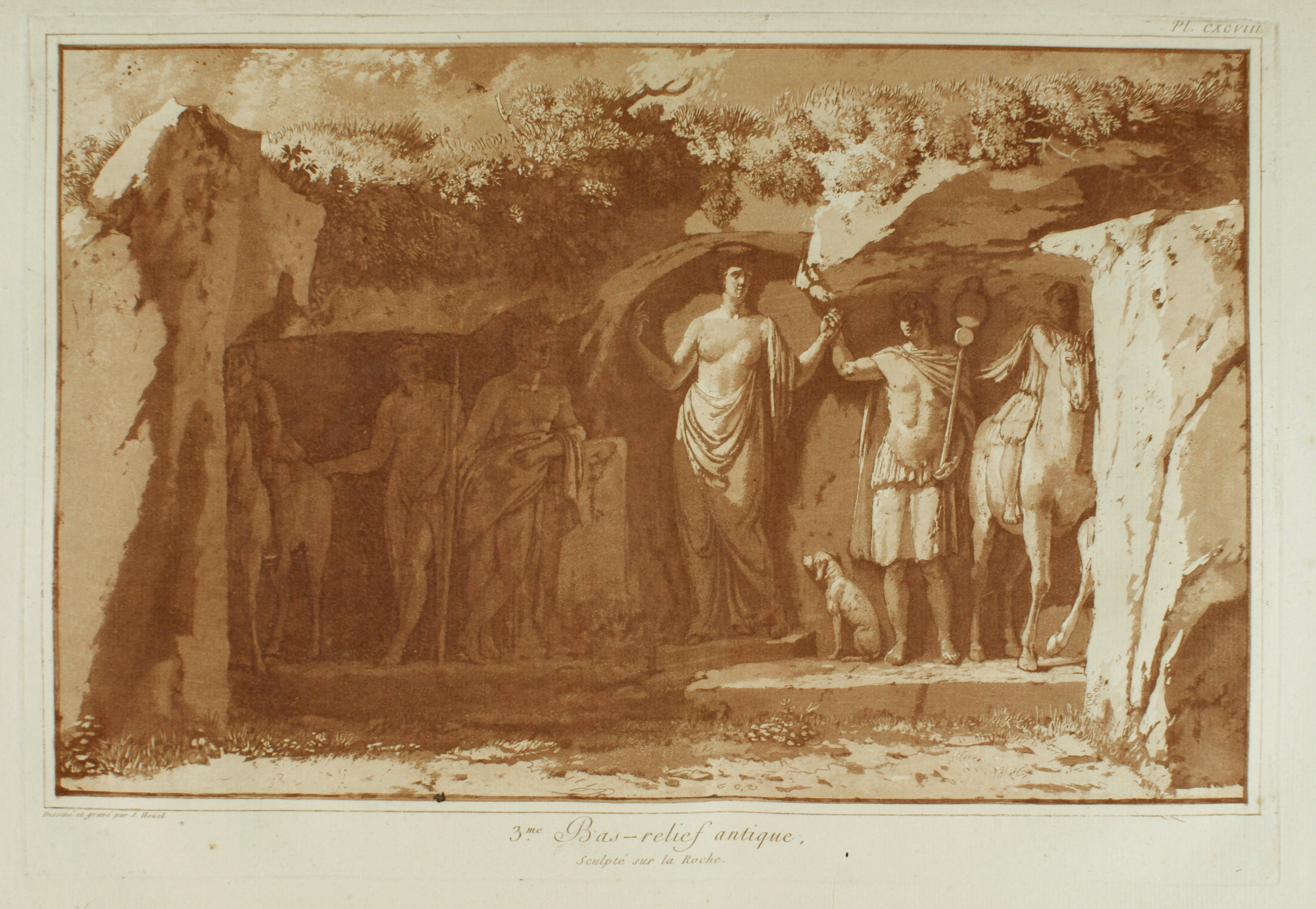
Houel Terzo bassorilievo antico scolpito nella roccia. Acquatinta del 1785

Dopo aver assistito alla festa del Corpus Domini a Siracusa Houel si spostò a Palazzolo dove vide le statue dei Santoni già allora in pessimo stato di conservazione. La sua testimonianza è importante perché ci permette di leggere meglio le figure che allora risultavano più leggibili di oggi. Egli infatti fece diversi disegni di queste straordinarie opere del passato. 
Alcuni sono stati cancellati più della mano degli uomini che da quella del tempo. I pastori dei dintorni prendono talvolta le pietre e, per passatempo, senza cattive intenzioni, colpiscono le teste delle figure senza rendersi conto di quello che fanno. Essi distruggono per distruggere, come fanno i bambini con i giochi che hanno loro si donano e se ne pentono quando non li hanno più.
I bassorilievi sono anch'essi curiosi, soprattutto perché scolpiti nella roccia e questa circostanza è molto rara. Mi colpì talmente che ho ritenuto opportuno disegnarne alcuni per porgerle in visione ai miei elettori.»

### I dieri di Baulì

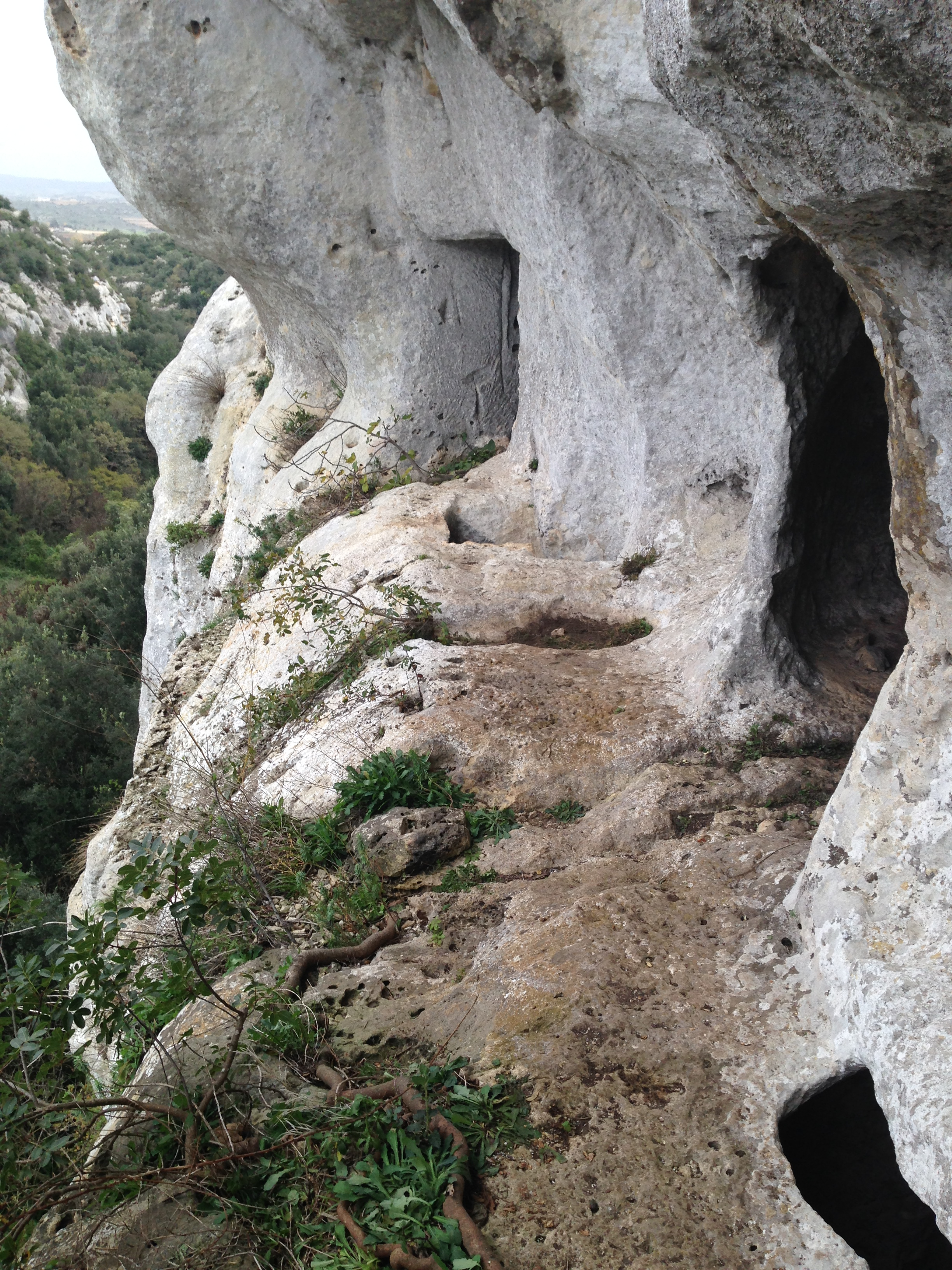
Terrazza del diere grande di Baulì visitato da Jouel

Subito dopo Palazzolo Acreide Jean Houel giunge nella cava nei pressi del Bosco di Baulì dove può visitare i dieri e di cui esegue la descrizione del diere grande.
incliné, au fond duquel roulent les ruiffeaux ou les torrens qui ont creufé cette vafie profondeur.
Celle des habitations qui m'a paru la plus digne d'être observée, confie d'abord dans une grande
falle au rez-de-chauffée, & dans une arrière-falle de murs cintrés, qui feroient croire qu'autrefois elle a été decorée. A l'entrée de la première pièce eft un efcalier, dont la première marche eu à quatre
pieds & demi au deffus du fol. Cet efcalier tournant a dix marches, & conduit à un petit pallier
étroit & carré. On monte enfuite perpendiculairement,en mettant les pieds & les mains dans des
trous carres, pratiqués les uns au deffus des autres dans le roc, & panant au travers d'une efpèce
de petit puits qui perce l’épaiffeur du plancher, l'on arrive à l'étage fupérieur ou l'on trouve
un appartement de douze pièces de plain-pied.»
L'abitazione che mi è sembrata tra queste degna di essere osservata è costituita innanzitutto da una grande sala del pianoterra e da una sala posteriore con le mura arcuate che fanno pensare che un tempo sia stata decorata. All'entrata della prima stanza vi è una scala il cui primo gradino è a quattro piedi e mezzo al di sopra del suolo. Questa scala a chiocciola ha dieci e gradini conduce ad un piccolo pianerottolo stretto e quadrato. Si sale in seguito perpendicolarmente mettendo i piedi e le mani in buchi quadrati praticati gli uni al di sopra degli altri nella roccia e, passando attraverso una specie di pozzo piccolo che perfora lo spessore del pavimento, si arriva al piano superiore, dove si trova, allo stesso livello, un appartamento di dodici stanze.»

### Vendicari e la Trigona

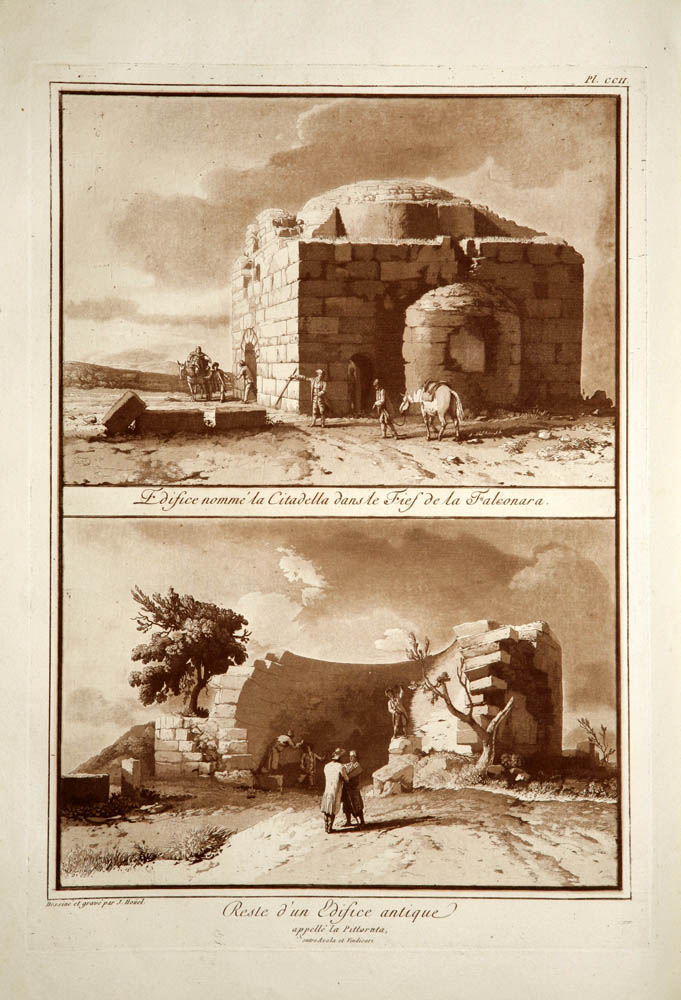
In alto la Trigona di Vendicari di Houel

A Vendicari Houel esegue alcuni disegni del luogo. Visita la torre di Vendicari e i pantani dove racconta che per la presenza di uccelli si praticava la caccia alle oche, alle anatre a ad altri uccelli di passaggio. Poi si sposta alla Trigona di Vendicari lasciando un'importante descrizione: 
Tre lati hanno, nella parte interna, antigieniche che formano, all'esterno, delle masse rotonde simili, viste dall'esterno, alla volta di un forno.
L'edificio a tre porte: la principale rivolta ad oriente nell'atto privo di nicchia, le altre due si trovano gli angoli della stessa parete, così come le ho rappresentate.»
Houel aggiunge che all'interno erano ancora visibili tracce rovinate di dipinti, oggi inesistenti e resti di pietre appartenenti probabilmente ad edifici antichi.

### Colonna Pizzuta
Houel visita anche la colonna Pizzuta ed esegue anche alcuni disegni del monumento oltre che una descrizione con tutte le misure eseguite: 
La colonna è rotonda: il suo diametro di 11 piedi e sei pollici. Gli strati di cui è formata sono altri 18 pollici e 23 di numero; il che le conferisce l'altezza di 34 piedi e sei pollici.
La sommità non è integra, ma completamente frantumata: è stata notevolmente danneggiata dal terribile terremoto del 1693 che la spaccata dall'alto in basso. Non ho visto nei dintorni frammenti che mi abbiano suggerito come terminava.»

Vivant Denon visita la colonna pizzuta dopo essere stato alla cava d'Ispica e a Rosolini. Ma lungo il percorso si sentì male, soffriva di un intenso mal di testa e per questa ragione decise di tornare a Siracusa per richiedere assistenza. Quando giunge sotto la colonna si sdraia a terra mentre i pittori dipingono il paesaggio con la città di Noto. 
(Dominique Vivant Denon Voyage en Sicilie p.198)

## Le feste religiose

### La festa di Santa Lucia
Nei giorni in cui de Borch si trova a Siracusa vi è la tradizionale festa di Santa Lucia. Una festa che egli non descrive nei dettagli come farà Houel per quella del Corpus Domini. Da uomo di scienza de Borch userà dei toni piuttosto ironici nei confronti di una manifestazione religiosa ai suoi occhi assurda e frutto solo della ingenuità popolare. Egli infatti si sofferma sull'atmosfera in generale della città e sulla descrizione della Chiesa di Santa Lucia fuori le mura.
(Michel-Jean Borch Lettres sur la Sicile et sur l'île de Malthe, de Monsieur le comte de Borch ... à m. le C. de N)

### La festa del Corpus Domini

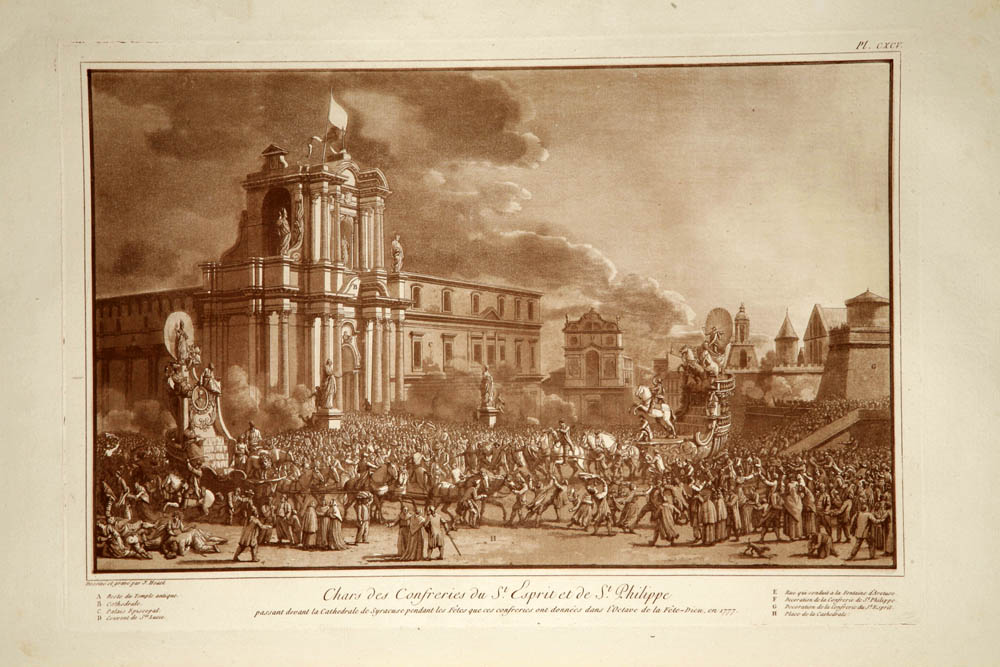
Houel duomo Siracusa

Jean Houel torna appositamente a Siracusa da Catania per vedere la famosa festa del Corpus Domini nel 1777. Quella a cui assistette fu probabilmente una delle ultime sfarzose, perché già nell'anno successivo essa fu notevolmente ridimensionata. Allora la festa durava una settimana ed era più lunga persino delle feste patronali di Palermo e Catania. Houel ci dice subito che tutto a Siracusa era legato alle due confraternite che animavano la festa: 
Non c'è a Siracusa abitante che non appartenga ad una delle due confraternite. Né il sesso, né la condizione sociale può dispensarlo. Persino gli stranieri, se si stabiliscono in questa città, sono obbligati a farsi adottare da una delle due: esiste solo la libertà di scelta, è colui che avesse il coraggio di restarne fuori le avrebbe subito tutte e due contro, tanto da essere costretto ad abbandonare la città. Forse potrebbe correre il rischio di perdere la vita.»
Egli aggiunge che le due confraternite sono in contrapposizione e spesso si fa a gara per mostrarsi quanto più devoti. Ma è per il Corpus Domini che si preparano cortei spettacolari.

Alla vigilia della festa le vie principali erano addobbate con soggetti storici, mazzi di fiori e lanterne. Anche le finestre e i balconi venivano addobbati. Per l'occasione si tenevano dei concerti in piazza e fiere con la vendita di varie cose: argenti, stoffe e gioielli. In piazza duomo le due confraternite avevano preparato la propria scena, quella di San Filippo Apostolo aveva creato il cavallo di Troia e la città, mentre quella dello Spirito Santo invece un fortino con ponti elevatoi e batterie di cannoni. Inoltre erano stati preparati dei carri, quello della prima confraternita rappresentava la religione trionfante con un angelo e un busto di papa nonché i quattro evangelisti ai lati. La seconda confraternita aveva preparato un carro con Giosuè che ferma il sole a sua volta rappresentato come Apollo da una persona in costume, il tutto trainato da cavalli.

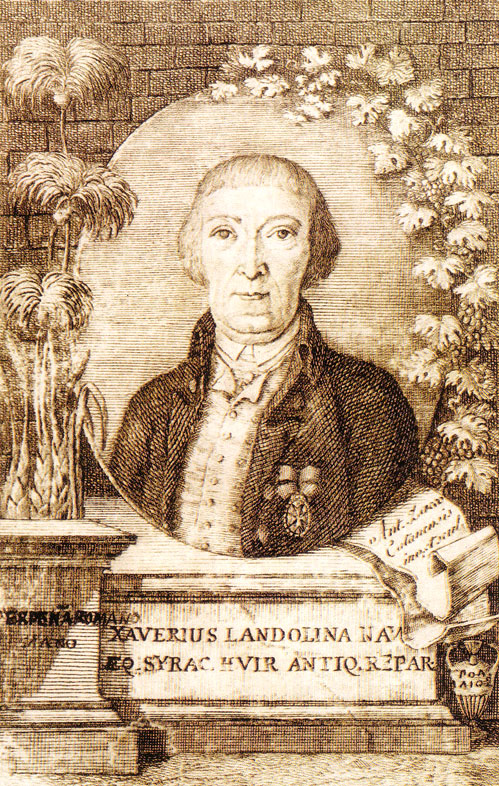
Saverio Landolina

Salve di artiglieria di mortaio aveva annunciato l'avvicinarsi di questo corteo; non appena arrivato al forte, che era stato costruito nella piazza, una prima scarica di cannoni fece un rumore terribile; ne seguì una seconda. Quando apparve il carro ci fu un fracasso così straordinario di cannonate, di scoppi di mortai, di fischi, di grida, di acclamazioni di popolo che l'effetto fu insopportabile per qualsiasi orecchio che non fosse abituato.»
Il quarto giorno di festa, 1º giugno 1777 Houel assistette alla seconda processione della Confraternita dello Spirito Santo con in testa il cavaliere Saverio Landolina, preceduto da trombette e bandiere nonché da paggi e domestici. La descrizione prosegue dettagliatamente mostrando come la festa fosse assai sfarzosa, ma soprattutto era una festa di tutti, dal popolino sino ai nobili che sfilavano con i vestiti migliori.
Racconta inoltre che durante la festa vi fu un incidente tragico. Un fuoco d'artificio dell'Arciconfraternita di san Filippo Apostolo si spense e qualcuno della confraternita rivale suonò la campana a morto in segno di scherno. Tale insulto determinò la reazione dei fratelli e questo fece scatenare una rissa che culminò in un colpo di pistola e un uomo morto. L'omicida poi fuggì nel convento di San Francesco e preso a forza dalla folla che sfondò la porta. Fu poi imprigionato e processato in maniera ordinaria.

## Maupassant e la Venere Landolina

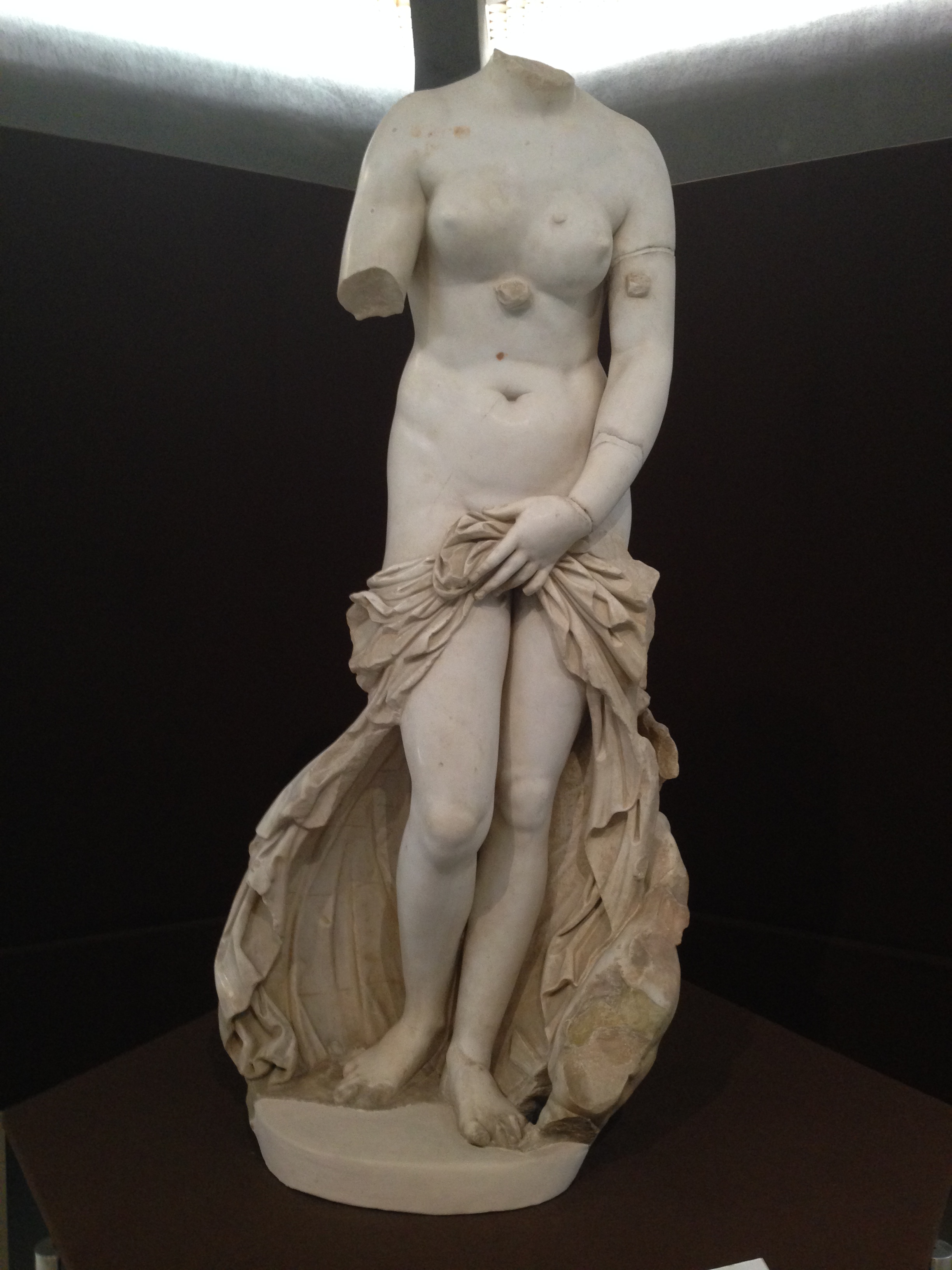
Venere Landolina

Nel 1885 Guy de Maupassant effettuò un tour della Sicilia, passando anche da Siracusa dove visitò la Venere Landolina scoperta da Saverio Landolina nel 1804 ed esposta allora presso il Museo archeologico di Siracusa sito in piazza duomo. Nel suo Viaggio in Sicilia descrive la statua con commenti entusiasmanti e una fitta descrizione con un piglio decisamente letterario:

## La fama dei resoconti
Il resoconto del barone von Riedesel Viaggio attraverso la Sicilia e la Magna Grecia fu un libro di buon successo ed ebbe diverse traduzioni in inglese e francese. Il testo divenne presto un riferimento per molti viaggiatori tanto che Goethe esalterà il libro definendolo il "breviario" dei viaggiatori tedeschi.
L'opera Viaggio in Sicilia e a Malta di Patrick Brydone verrà anch'essa tradotta in numerose lingue e diventerà un testo fondamentale per affrontare i viaggi in Sicilia.
I paesaggi del primo viaggio in Sicilia di Jean Houël verranno esposti al Salon del 1775. Dopo il secondo viaggio il pittore venderà a Caterina II di Russia una serie di opere tra cui diversi disegni di Siracusa andati però perduti. Tuttavia Voyage pittoresque des isles de Sicile, de Malte et de Lipari. Diventerà un libro famoso e tradotto in diverse lingue.